# 撞火槍托

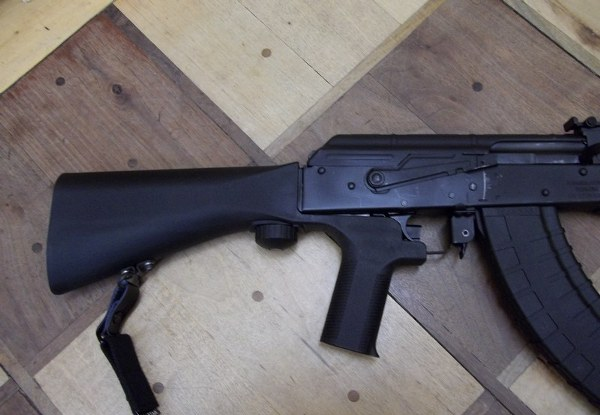
已裝上撞火槍托的WASR-10半自動步槍

撞火槍托（英語：Bump-fire stock）是一個用於將半自動步槍改裝為類似全自動步槍，以便連續發射子彈的裝置。半自動步槍原本每次扣上扳機只能發射一發子彈，但使用撞火槍托可在無須修改槍身內部構造的情況下，只需通過簡易的改裝便能如機關槍一樣持續發射子彈，從而大幅提高半自動步槍的射速及殺傷力。

## 設計靈感
根據美國路透社報導，可將半自動步槍改裝為連續發射的撞火槍托是由比爾·艾金斯（Bill Akins）於1996年開發，而他本人曾經是美國海軍陸戰隊隊員。艾金斯稱自己在觀看二次世界大戰紀錄片時，看到美國海軍的雙管高射炮在發射時炮管出現前後滑動，於是得到啟發利用後座力改進只可單發射擊的半自動步槍。

## 基本構造

半自動步槍加裝撞火槍托後，射手只要把手指保持扣著扳機，便可利用發射子彈產生的後座力，配合裝有彈簧的撞火槍托進行持續發射。

撞火槍托的結構的結構是一個附有握把及內部裝有彈簧的槍托組件，改裝時只要拆除步槍的槍托及握把，並以撞火槍托取代原有的槍托及握把，改裝後槍身後部將會被套入撞火槍托內，撞火槍托容許槍身前後滑動，但由於撞火槍托內裝有彈簧，彈簧會頂著槍身的尾部，令槍身在未擊發子彈的情況下保持在前方位置，當有子彈被擊發時，子彈的裝藥爆炸會產生後座力，使槍身沿著槍托內的導軌推向帶有彈簧的槍托尾部，直至後座力消退並被彈簧抵消後，彈簧會將槍身沿著槍托的導軌推回前方，如果射手仍扣著扳機將可擊發下一發子彈。撞火槍托作為槍械改裝配件的結構並不複雜，每個撞火槍托在2017年的售價才約為100至200美元，直至2018年初傳出禁售消息後售價才大幅攀升至1000美元。撞火槍托雖然可在無須改裝槍身內部結構下大幅增加半自動步槍的射速，但由於槍身的往復運動會改變槍支的重心，所以使用撞火槍托後會降低射擊的精確度。

## 運作原理
半自動步槍如果沒有經過改裝，射手每次以手指扣動扳機發射子彈時，雖然步槍在反沖作用下會自動進行退殼及為下一發子彈上膛，但半自動步槍須要射手鬆開扳機後，再次扣動扳機才會發射下一發子彈，所以半自動步槍每次扣動扳機只能發射一發子彈，而不能像全自動步槍可發射一串子彈。
半自動步槍加裝撞火槍托後，射手每次以手指扣動扳機發射首發子彈時，步槍在反沖作用下自動完成退殼及為下一發子彈上膛，原本半自動步槍的射手必須鬆開扳機後再次扣動扳機才會發射下一發子彈，但加裝撞火槍托的半自動步槍在進行退殼及上膛的同時，步槍的槍身在後座力的作用下會向撞火槍托的底部滑動，因為撞火槍托的握把可穩定槍手手指的位置，所以連接槍身的扳機在後移時會與射手的手指鬆開。由於射手的肩部支撐著槍托的位置，槍身往後滑動時會壓縮撞火槍托內的彈簧，當後座力減退後彈簧便會將槍身推回前方，連帶將槍支的扳機推向正扣著扳機的手指，令扳機再次受到手指的扣壓，下一發子彈因此被激發射出，於是槍支進入下一個射擊循環，並使槍身繼續往復運動及發射子彈，而射速可達每分鐘400至800發。
撞火槍托利用每次激發子彈後使槍身後移的後座力，令扳機在短時間內能夠與射手的手指鬆開，然後立即以彈簧將扳機推回射手的手指，在無須改動槍支內部機械結構的情況下突破單發射擊的限制，使半自動步槍都能如同全自動步槍連環射擊。

## 在美國的法律狀態

美國各州對撞火槍托的法律狀態（至2018年3月）
合法
未明確
不合法

美國是容許人民可合法擁有及攜帶槍械的國家，並且於1791年由美國憲法第二修正案所確立，這令美國成為全球最大的民用槍械市場。由於可連續發射子彈的機槍及步槍具有強大殺傷力，美國國會因此於1986年通過《擁槍者保護法案》禁止任何人購買或銷售禁令日期之後製造的全自動武器，在此前生產的的全自動武器雖然仍可擁有或轉讓，但必須通過極嚴格的背景審查。私自改裝半自動槍械成為全自動武器同樣被禁止，法規訂明扣壓一次扳機可以連發射擊便屬於全自動武器。不過這個定義並非沒有漏洞，法規雖然限制每次扣壓扳機只可打出一發子彈，但使用外部裝置如撞火槍托令射手可在極短的時間內再次扣壓扳機則不受限制，因為槍支本身仍是每次扣壓扳機發射一發子彈的半自動武器，只是藉助撞火槍托加快扣動扳機的速度達成連發效果。雖然撞火槍托可以使半自動步槍只需經過簡易改裝便能連續發射子彈，功能上已經與全自動步槍無異，但美國煙酒槍炮及爆裂物管理局於2010年認為，撞火槍托本身並非槍械，僅被視作槍械組件，所以不受全國槍械法規管，購買者也無需通過背景審查。由於加裝撞火槍托不涉及改裝槍身內部結構，所以使用撞火槍托令半自動步槍可連續發射並沒有違反法規，因此撞火槍托在美國可合法擁有及自由買賣。
美國拉斯維加斯於2017年10月1日發生嚴重槍擊案，槍手史蒂芬·帕多克在曼德勒海灣度假村舉行音樂會期間，從位處酒店高層的32樓房間內居高臨下，以步槍向正於廣場上觀賞音樂會的群眾密集開火，射擊持續達5分鐘，警方趕到後隨即封鎖現場，並在確定槍手位置後破門攻入房間，但發現槍手已經吞槍自殺。警方其後在房間內發現22支步槍及1支手槍，其中兩支半自動步槍配有撞火槍托可作全自動射擊。槍擊事件造成包括槍手在內合共59人死亡，851人受傷，其中422人是槍傷。由於懷疑槍手曾經使用配有撞火槍托的半自動步槍向人群掃射，在短時間內造成大量死傷，該起事件令美國社會高度關注使用撞火槍托改裝半自動槍械的情況，並要求當局加強監管。
麻薩諸塞州是首個通過法律禁止民眾管有及出售撞火槍托的州份，新規例已於2018年2月1日生效。其後新澤西州、科羅拉多州丹佛市和南卡羅來納州哥倫比亞都相繼實施法律禁止出售和管有撞火槍托。佛羅里達州於2018年2月14日發生造成17人死亡的校園槍擊案後，儘管槍手在槍擊事件中沒有使用撞火槍托，但該州亦於3月9日通過法律對撞火槍托作出禁制。美國在半年內發生兩宗嚴重槍擊案後，美國總統特朗普於2月20日表示將會禁制這種可使半自動槍械變成機關槍的裝置，美國聯邦政府計劃將會實施全國性法律禁止管有撞火槍托，而支持擁槍權的美國全國步槍協會亦呼籲監管機構有需要審視撞火槍托的規定。美國司法部長塞申斯於3月23日表示，將會向國會提交議案把撞火槍托列為機關槍，並通過聯邦法律在美國全面禁止擁有及銷售，而現有的撞火槍托將要交出及銷毀。
2024年6月14日，美国最高法院以6比3的投票结果驳回了美國联邦政府针对撞火枪托装置的禁令。